# René Taelman
René Taelman (* 5. Mai 1945 in Auderghem/Oudergem; † 13. August 2019) war ein belgischer Fußballtrainer.

## Trainerkarriere
Taelman arbeitete zunächst als Sportjournalist und war als Fußballspieler nur im Amateurbereich aktiv. Seine ersten Stationen als Trainer waren die Jugend seines Heimatvereins US Auderghem sowie der Amateurverein FC Saint-Michel. Im professionellen Bereich trainierte er die belgischen Clubs Eendracht Aalst, RFC Seraing und Cercle Brügge.
Den überwiegenden Teil seiner Laufbahn als Trainer verbrachte er in Afrika und im Nahen Osten. Er war unter anderem Nationaltrainer Benins und der Nationalmannschaft von Burkina Faso, mit der er am Afrika-Cup 2000 teilnahm. Darüber hinaus trainierte er zahlreiche Vereinsmannschaften wie Olympique Casablanca aus Marokko und JS Kabylie aus Algerien.